# تيروكي تابتا
تيروكي تابَتا (باليابانية: 田畑 輝樹) (16 أبريل 1979 في كاغوشيما في اليابان – )؛ هو لاعب كرة قدم ياباني سابق كان يلعب كمدافع.

## وصلات خارجية
- تيروكي تابتا على موقع الاتحاد الدولي (مؤرشف)  (الإنجليزية)
- تيروكي تابتا على موقع رابطة كرة القدم اليابانية للمحترفين (اليابانية)